# Хафса-султанија (ћерка Мурата II)
Хафса-султанија(тур. Hafsa Sultan; 1426, Једрене) је била ћерка Мурата II и Хуме-хатун, и рођена сестра султана Мехмета II.

## Бракови
Султанија Хафса је рођена 1426. године у Једрену, као прва ћерка Хуме-хатун. Удата је 1441. године за Кају-бега (умро 1462), сина њене тетке Илалди-султаније.
У августу 1470. године, Хафса-султанија се преудала за Ису-бега.  
Путoписац Ђовани Ангиолело, је писао како је дошло до тог брака. Речено је да је рођена сестра султана Мехмета била садистичка лудача. Навео је да је неколико година живела у изнанству у Диметоки у старом византијском замку као казну за своја недела. Препричава да је ова султанија наредила да се одрубе главе чак двадесет робиња одједном. Додаје да је била блудница и да је куповала младе робове који би задовољавали њене потребе, а касније је наређивала њихово смакнуће да је не би оптужили. Ангелиоло верује да, бивајући рођена сестра султана, даје себи за право да одмерава снаге са њим. Након битке код Негропонта, у августу 1470. године, неки од бегова су султана Мехмета подсетили на његову сестру, коју је отишао да види. Речено је да је Хафса убедила брата да јој опрости и укине њен прогон. Након тога, Мехмед ју је одмах и удао за једног од намесника, Иса-бега.